# Jens Juel (Maler)

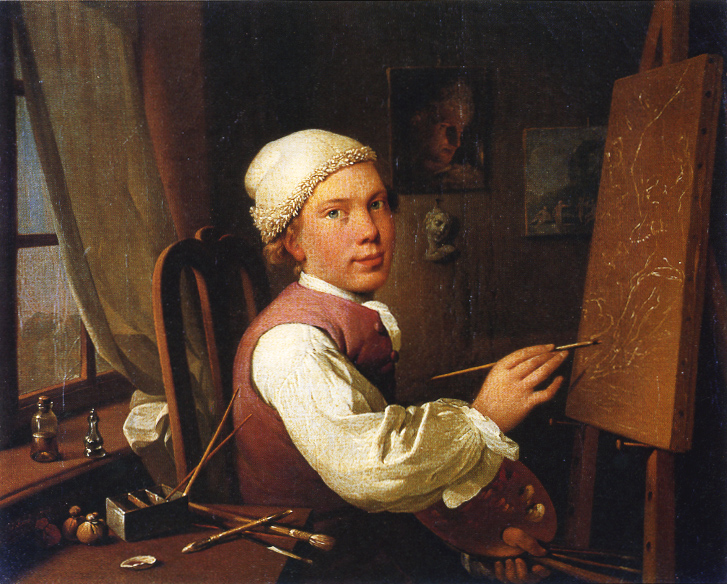
Selbstbildnis an der Staffelei, 1766, Königliche Akademie der Schönen Künste, Kopenhagen

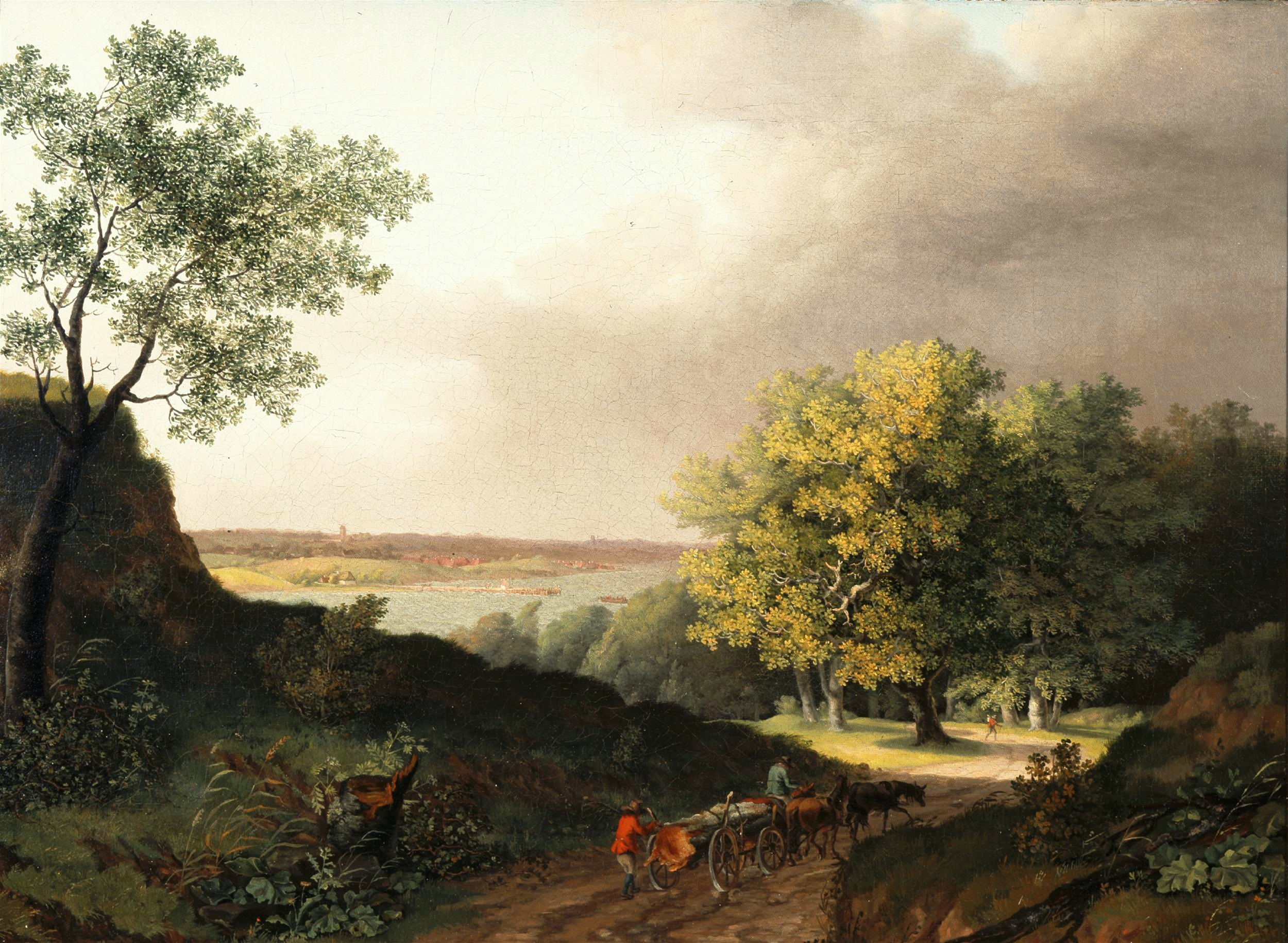
Landschaft beim Öresund (1800)

Jens Jørgensen Juel (* 12. Mai 1745 vermutlich in Balslev Sogn; † 27. Dezember 1802 in Kopenhagen) war ein dänischer Maler. Er gilt als Wegbereiter des Goldenen Zeitalters der dänischen Malerei.

## Biografie
Jens Juel war Schüler Johann Michael Gehrmans in Hamburg; anschließend besuchte er die Königliche Kunstakademie in Kopenhagen.
1772 begab sich Juel auf eine längere Italienreise, die ihn von Kopenhagen über Deutschland in den Süden führte. Nach einem längeren Aufenthalt in Hamburg reiste er nach Dresden, wo er bis 1774 bei Anton Graff studierte. Rom erreichte er vermutlich im Herbst 1774. Dort fertigte er unter anderem ein Porträt des dänischen Kollegen Nicolai Abildgaard an, das 1884 jedoch einem Brand zum Opfer fiel. Im Herbst 1776 reiste er von Rom weiter nach Paris. Von dort brach er im Sommer 1777 in die Schweiz auf. Dort malte er unter anderem ein Porträt des Naturforschers Charles Bonnet. Daraufhin folgten zahlreiche Auftragswerke, so dass er erst im Dezember 1779 die Heimreise nach Kopenhagen antrat. Dort traf er im April 1780 ein.
In Kopenhagen wurde Jens Juel zunächst zum Hofmaler ernannt, 1782 zum Mitglied der Akademie und 1784 zum außerordentlichen Professor. 1786 trat er die Nachfolgerstelle des Professors Johan Mandelberg an. In den Jahren 1795 bis 1797 und 1799 bis 1801 war Jens Juel Direktor der Kunstakademie. Zu seinen deutschen Schülern gehörten Caspar David Friedrich und Philipp Otto Runge. In Genf hatte Jens Juel sich mit der Dänin Susanne Holm verlobt, die jedoch im Oktober 1781 auf dem Weg nach Kopenhagen in Kiel verstarb. Im Februar 1790 heiratete er Rosine Dørschel, die Tochter des Schlossgärtners Christoffer Dørschel (1719–1782). Aus dieser Ehe gingen mehrere Kinder hervor, von denen die meisten in frühem Kindesalter starben. Zwei seiner Töchter heirateten nacheinander denselben Mann; den Maler Christoffer Wilhelm Eckersberg.
Juel starb 1802 und hinterließ seine Ehefrau mit dem gemeinsamen siebten Kind. Rosine Dørschel starb 1831. Beerdigt wurde Jens Juel auf dem Friedhof Assistens Kirkegård in Kopenhagen.

## Ehrung
- 1972 bis 1993 zierte Jens Juels Selbstporträt die 100 Kronen Banknote in Dänemark. Die weiteren Werte dieser Serie von 10 bis 1000 Kronen zeigten insgesamt fünf seiner Frauenporträts.

## Werke
Juel malte Porträts, unter denen die halblebensgroßen Kniestücke des Kupferstechers Clemens, Klopstocks und Christians VII. von Dänemark hervorzuheben sind, ferner Landschaften und Genrebilder.

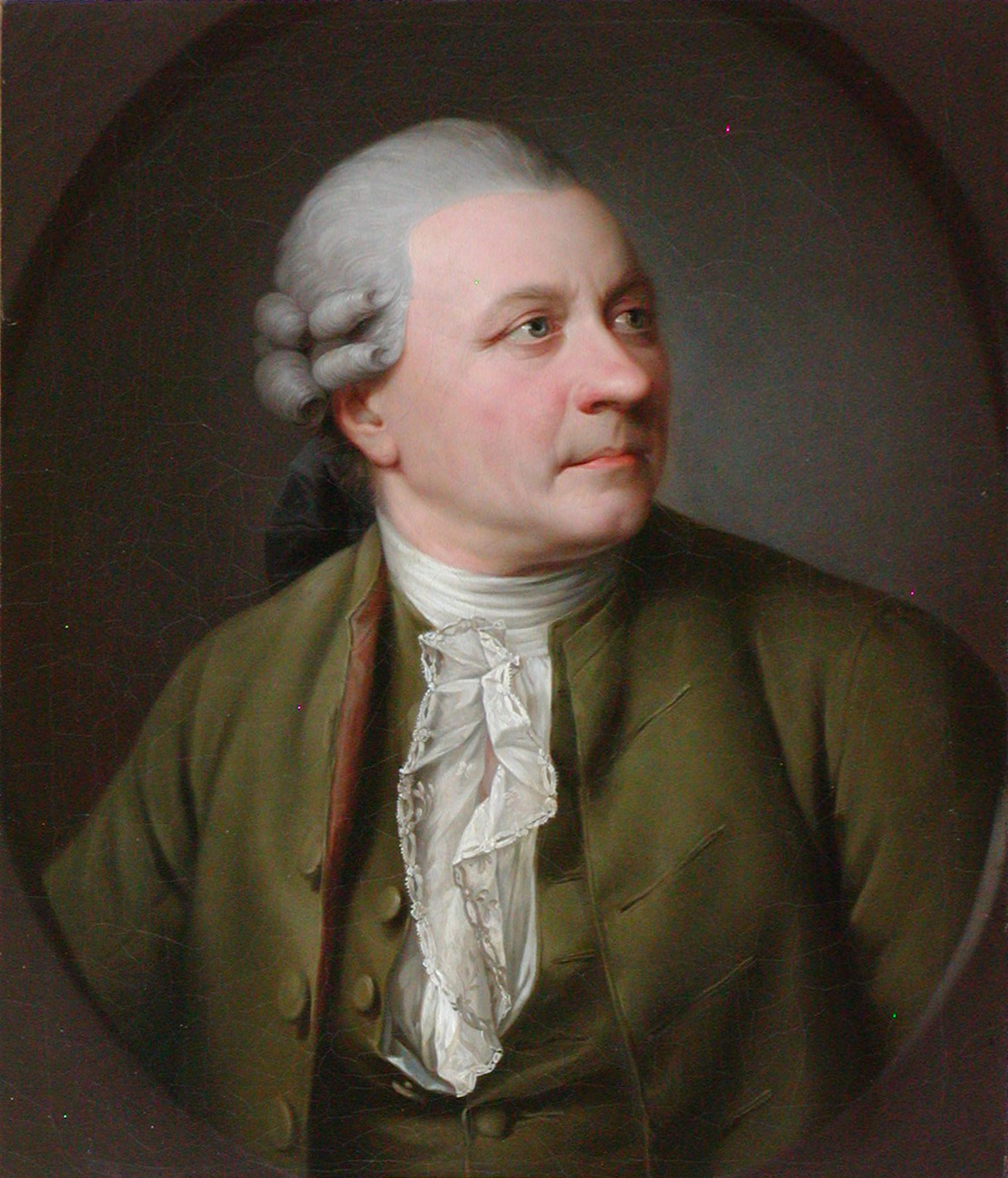
Friedrich Gottlieb Klopstock
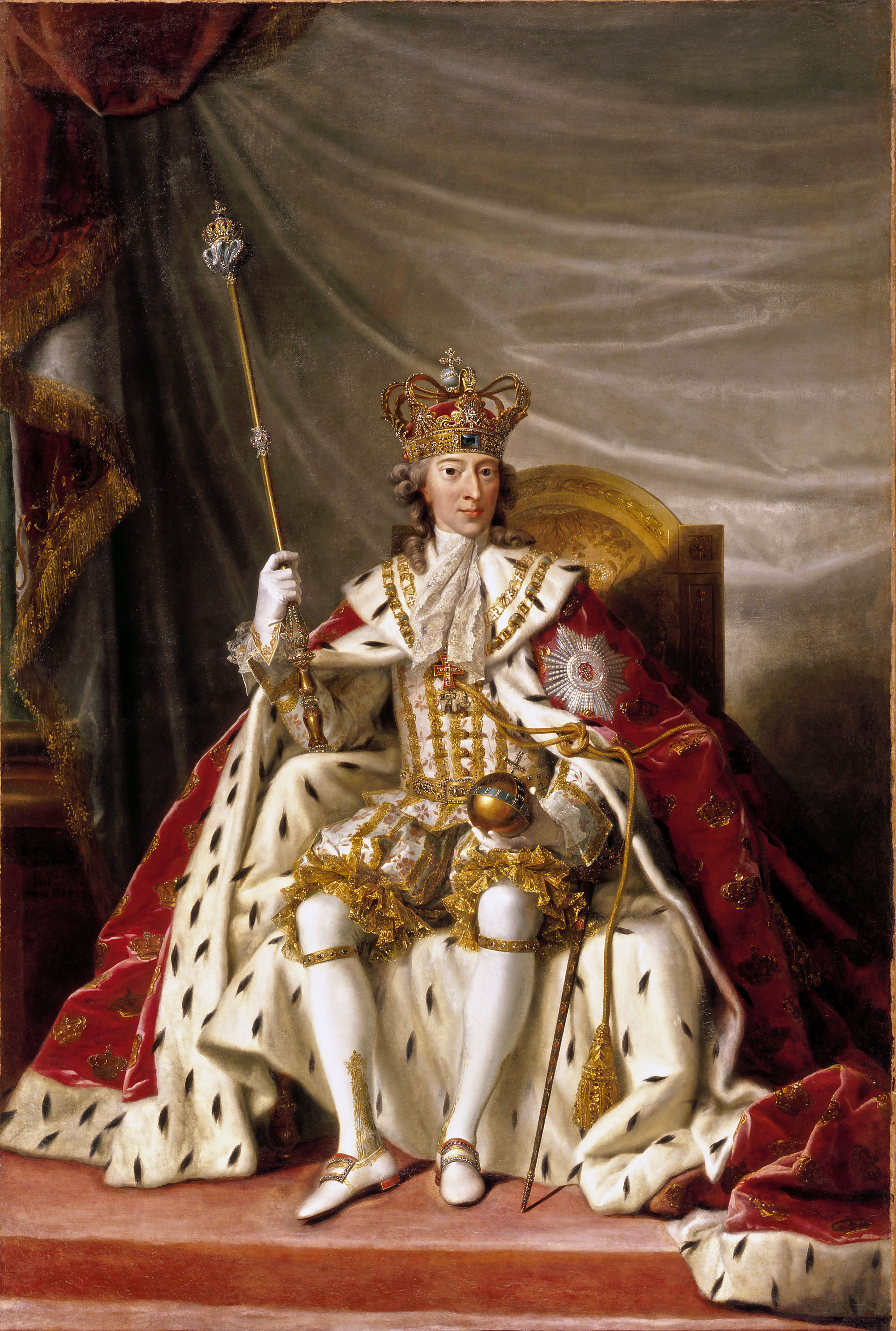
Christian VII. von Dänemark und Norwegen
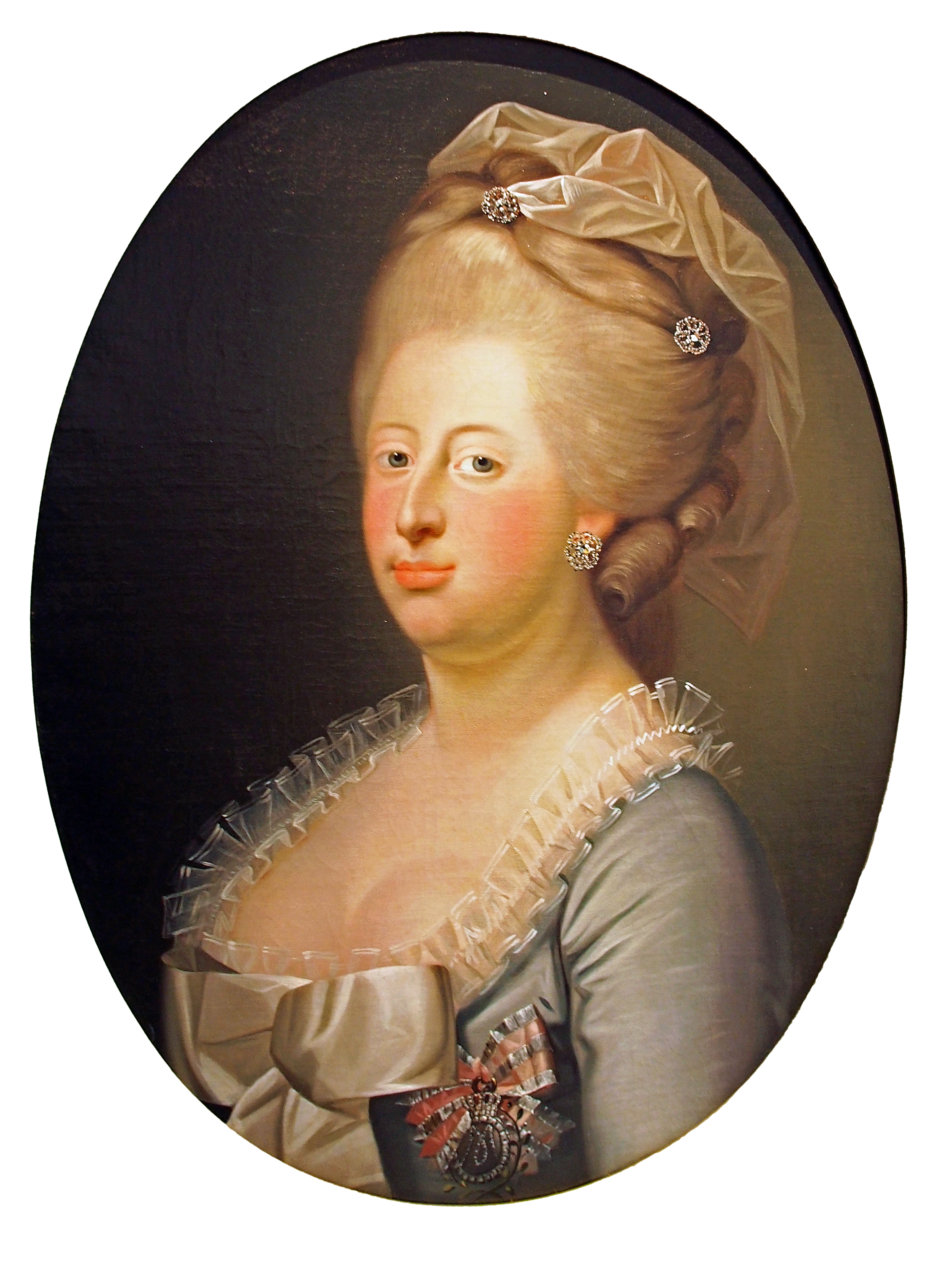
Caroline Mathilde von Großbritannien, Irland und Hannover (1751–1775)
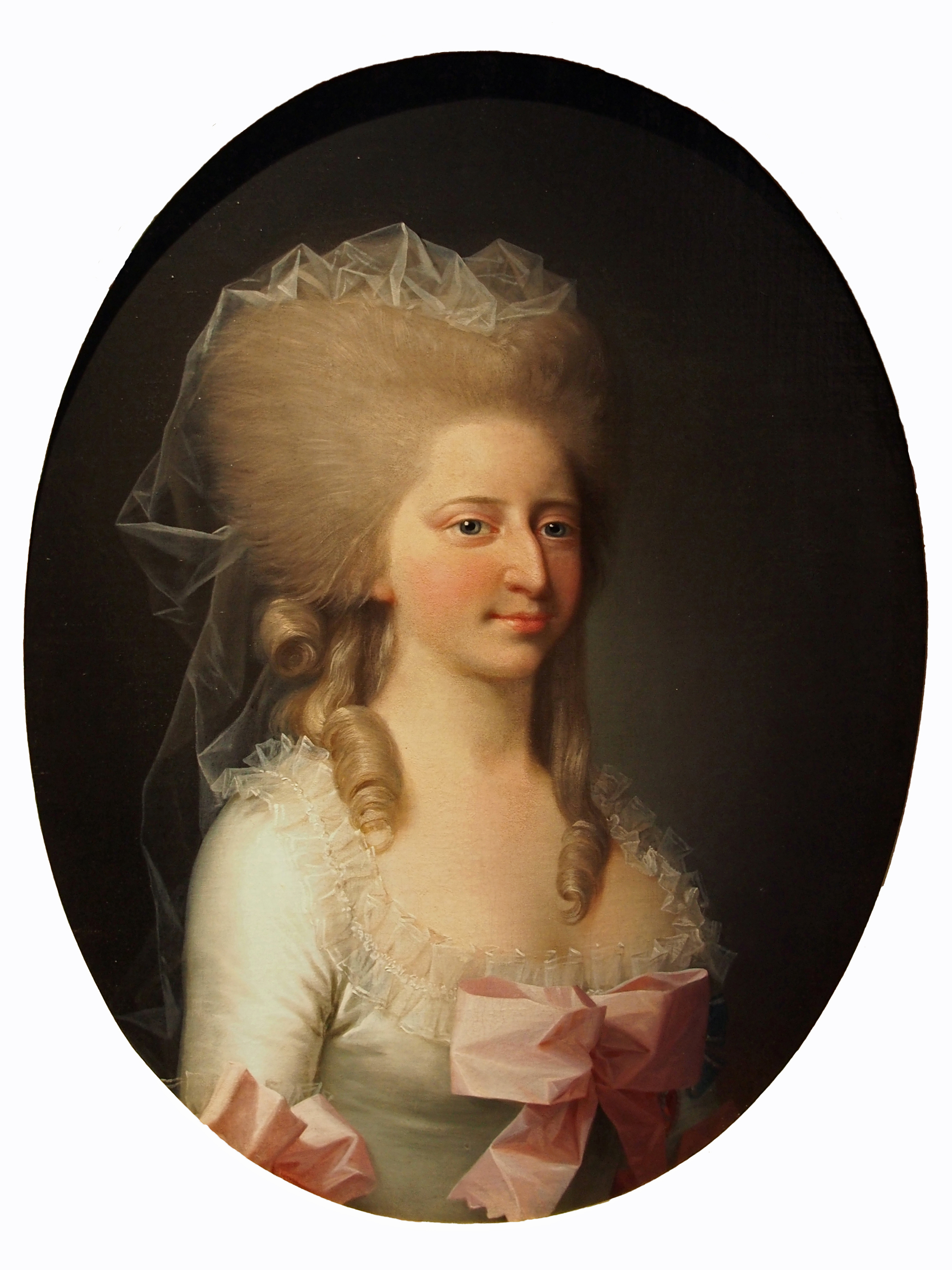
Tochter Louise Auguste von Dänemark und Norwegen (1771–1843)
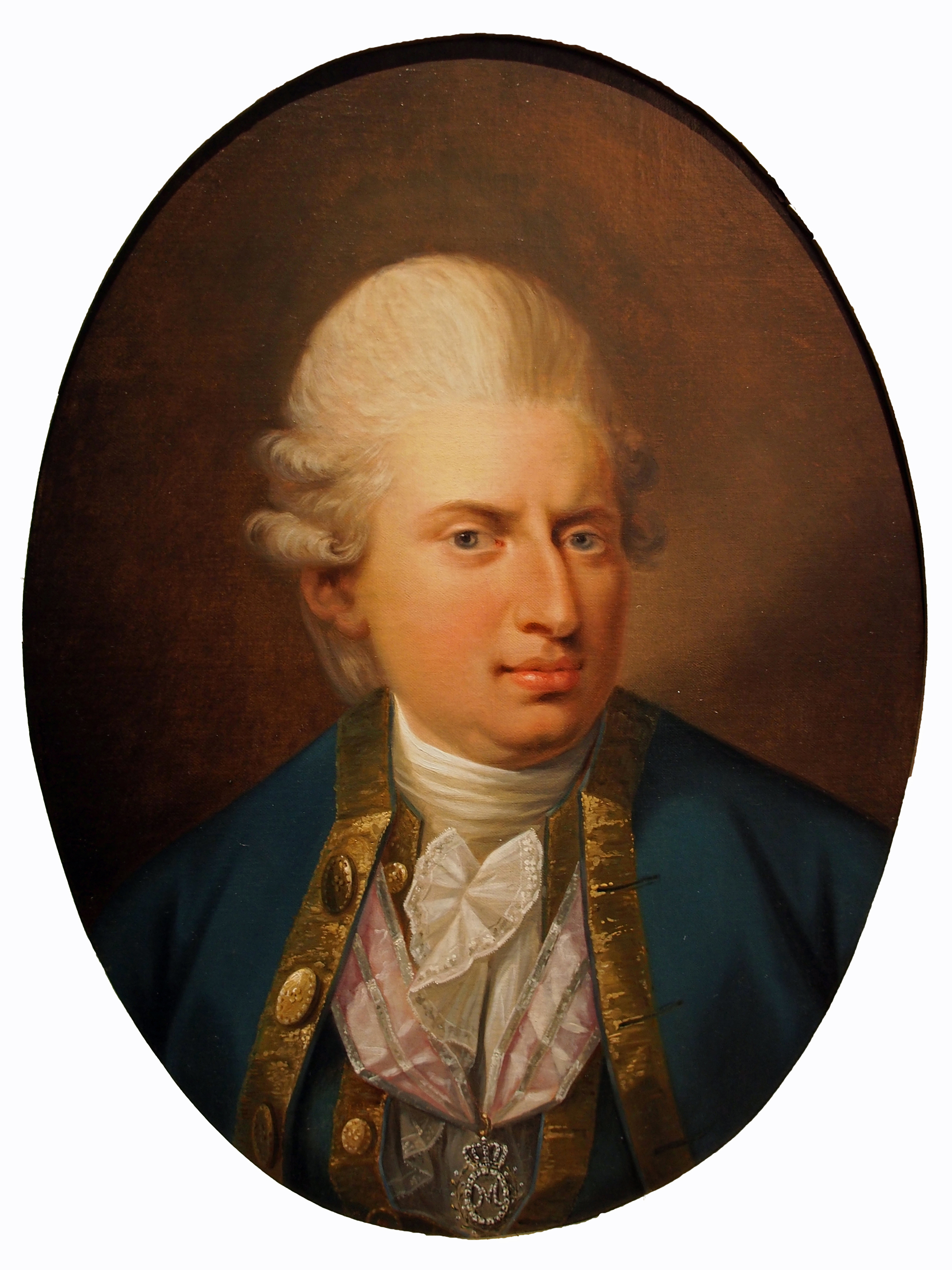
Johann Friedrich Struensee (1737–1772)
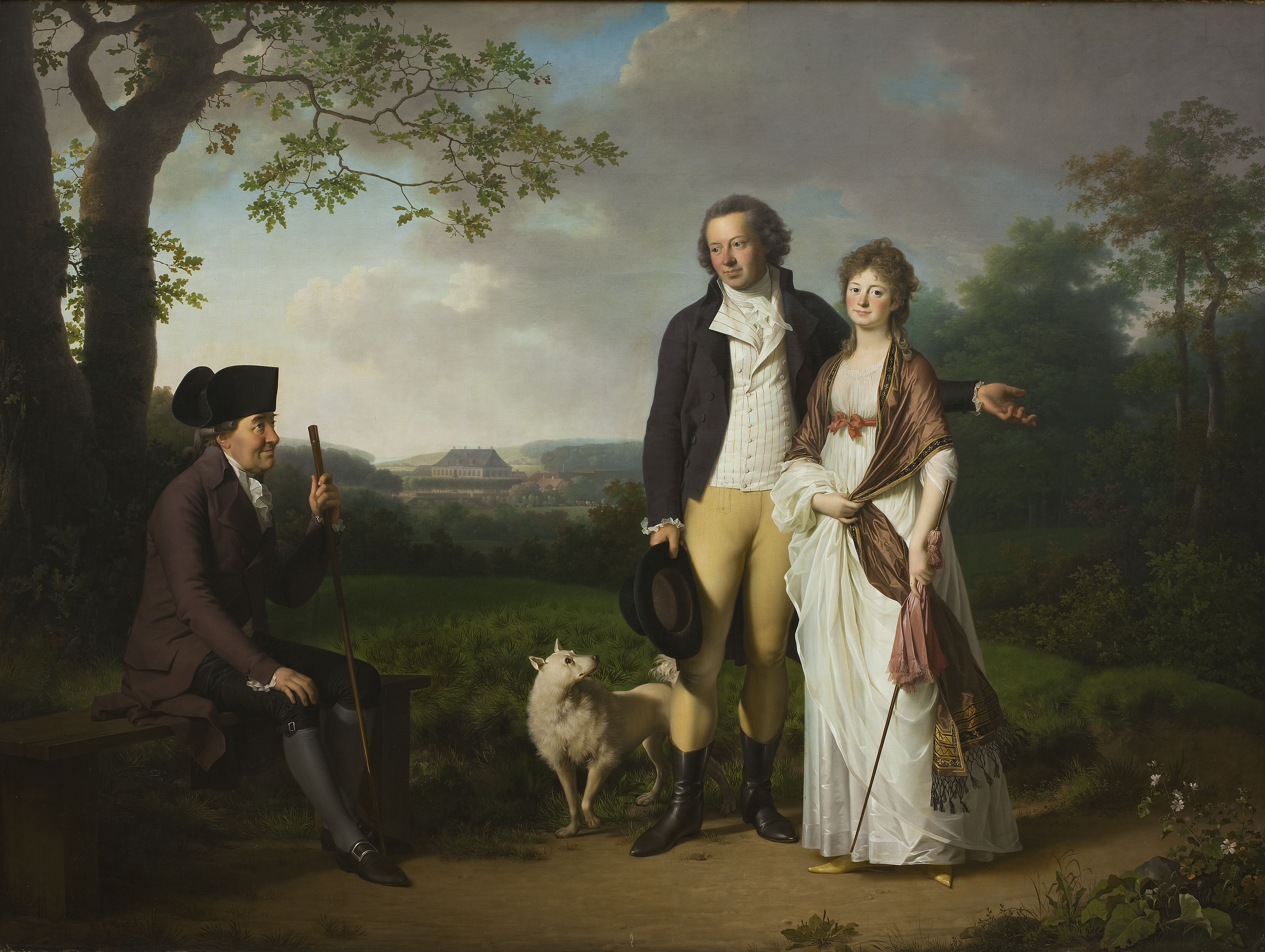
Niels Ryberg mit Sohn und Schwiegertochter
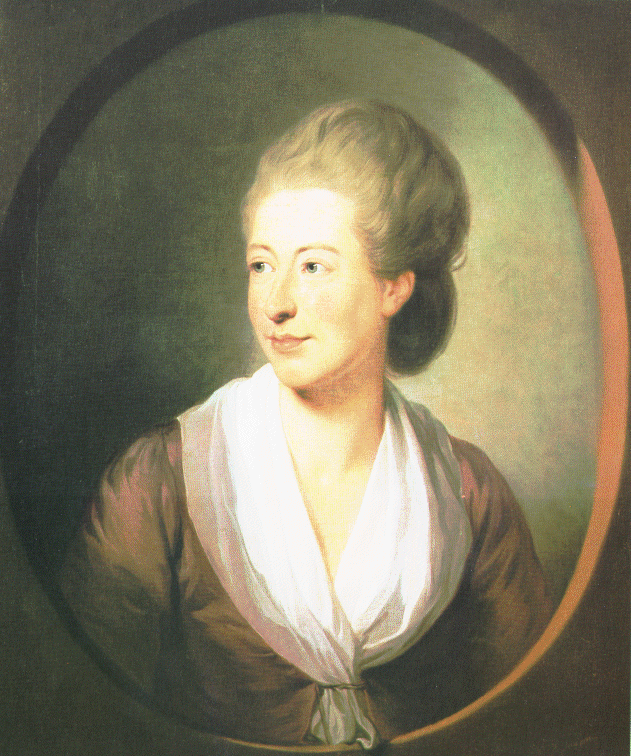
Isabelle de Charrière (1777)